# Torre de Sisebuto
La torre cuadrangular de Évora, ampliamente conocida como torre de Sisebuto, es una estructura romana tardía de Évora, situada en la calle Quinta Nova. Es monumento nacional desde 1920 y, forma parte de casco histórico de Évora, declarado Patrimonio de la Humanidad por la Unesco.
La tradición cuenta que esta torre fue construida por los siervos del rey visigodo Sisebuto. No obstante se cree más plausible que fuera construida por los romanos en el siglo III, en la época en que fue construida la primera muralla de la ciudad. Sus cimientos se asientan sobre los restos de una casa del siglo I que aún conserva varios frescos en sus paredes.